# Otoplanidae
Famille
Les Otoplanidae sont une famille de vers plats aquatiques de l'infra-ordre des Lithophora  (ordre des Proseriata).

## Systématique
Le nom valide complet (avec auteur) de ce taxon est Otoplanidae Hallez, 1892.

### Sous-taxons
Selon la base de données World Register of Marine Species (18 décembre 2023), la famille des Otoplanidae regroupe les sous-familles et genres suivants :
- Famille des Otoplanidae
  - sous-famille des Archotoplaninae Ax, 1956
    - genre Archotoplana Ax, 1956

  - genre Boreusyrtis Lukhnev & Timoshkin, 2017
  - sous-famille des Bulbotoplaninae Ax, 1956
    - genre Bulbotoplana Ax, 1956

  - sous-famille des Cirroplaninae Miller & Faubel, 2003
    - genre Cirroplana Miller & Faubel, 2003

  - genre Otoplanidarum
  - sous-famille des Otoplaninae Hallez, 1910
    - genre Alaskaplana Ax & Armonies, 1990
    - genre Americanaplana Ax & Ax, 1967
    - genre Bothriomolus Hallez, 1909
    - genre Dicoelandropora Ax, 1956
    - genre Itaspiella Ax, 1956
    - genre Itaspis Marcus, 1952
    - genre Kata Marcus, 1949
    - genre Lauraplana Miller & Faubel, 2003
    - genre Monostichoplana Ax, 1956
    - genre Napoliplana Ax, Weidemann & Ehlers, 1978
    - genre Notocaryoplana Steinböck, 1935
    - genre Notocaryoturbella Lanfranchi, 1969
    - genre Orthoplana Steinböck, 1932
    - genre Otoplana Du Plessis, 1889
    - genre Otoplanella Ax, 1956
    - genre Paradoxoplana Ax, 1956
    - genre Pluribursaeplana Ax & Ax, 1967
    - genre Pseudorthoplana Ax, Weidemann & Ehlers, 1978
    - genre Serpentiplana Karling, 1964
    - genre Xenotoplana Ax, Weidemann & Ehlers, 1978
    - genre Zygotoplana Tajika, 1983
    - genre Notocaryoplanella Ax, 1956 est Notocaryoplana Steinböck, 1935
    - genre Plessisia Graff, 1904-08 est Otoplana Du Plessis, 1889 (nomen nudum)

  - sous-famille des Parotoplaninae Ax, 1956
    - genre Galapagoplana Ax & Ax, 1974
    - genre Kataplana Ax, 1956
    - genre Otoplanidia Meixner, 1938
    - genre Paraplana Ax, 1956
    - genre Parotoplana Meixner, 1938
    - genre Parotoplanella Ax, 1956
    - genre Parotoplanina Ax, 1956
    - genre Philosyrtis Giard, 1904
    - genre Polyrhabdoplana Ax & Ax, 1967
    - genre Postbursoplana Ax, 1956
    - genre Praebursoplana Ax, 1956
    - genre Pseudosyrtis Ax, 1956
    - genre Triporoplana Ax, 1956
    - genre Psilosyrtis est Philosyrtis Giard, 1904